# شهرستان کوچوبیفسکی
شهرستان کوچوبیفسکی (به لاتین: Kochubeyevsky District) یک شهرستان در روسیه است که در سرزمین استاوروپول واقع شده‌است.